# Canobbio
Canobbio är en ort och kommun  i distriktet Lugano i kantonen Ticino, Schweiz. Kommunen har 2 396 invånare (2023).